# John Collins (basketspelare)

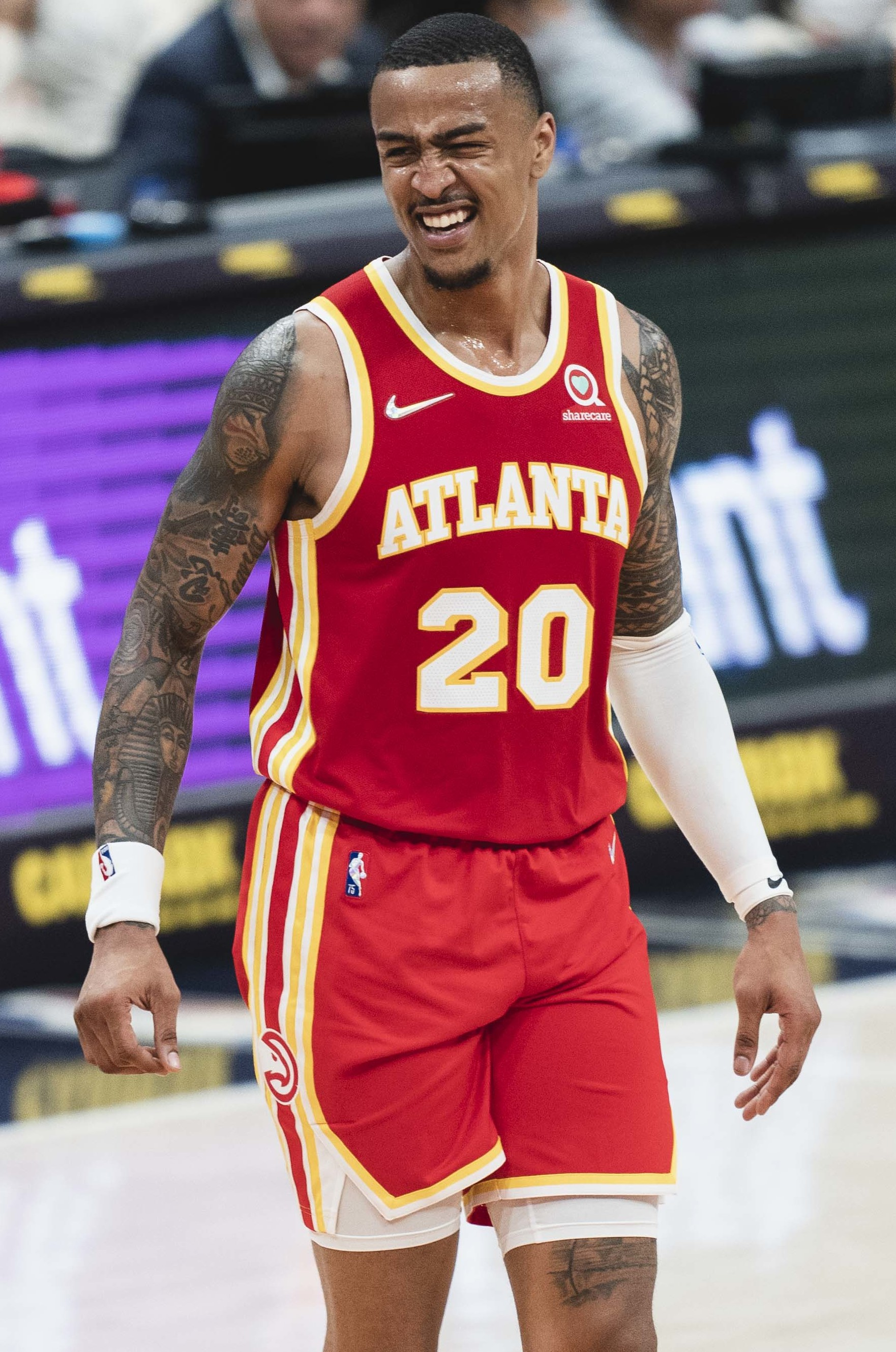
John Collins, 2021.

John Martin Collins III, född 23 september 1997 i Layton i Utah, är en amerikansk professionell basketspelare (PF/C) som spelar för Los Angeles Clippers i National Basketball Association (NBA). Han har tidigare spelat för Atlanta Hawks och Utah Jazz.
Collins draftades av Atlanta Hawks i första rundan i 2017 års draft som 19:e spelare totalt.
Innan han blev proffs studerade Collins vid Wake Forest University och spelade för deras idrottsförening Wake Forest Demon Deacons.